# Эпигина

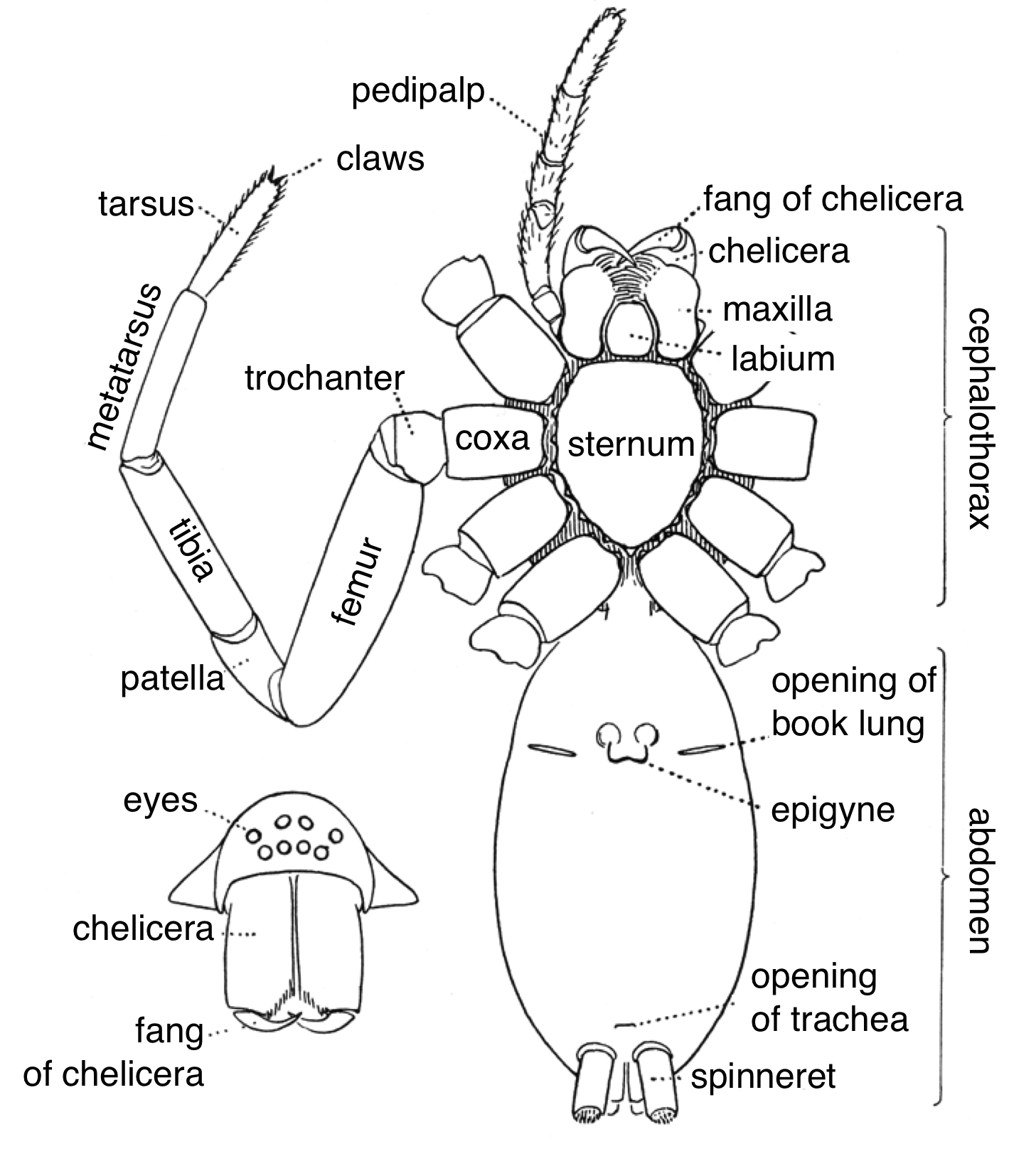
Внешнее строение паука (указана эпигина)

Внутреннее строение паука (самка). Фиолетовым цветом обозначена половая система с выходом у эпигины

Эпигина (Epigyne) — внешняя половая структура самок пауков, располагающаяся на брюшке (опистосоме). Поскольку эпигина сильно различается по форме у разных видов, даже у близкородственных, она часто является наиболее отличительной характеристикой для распознавания видов. Она состоит из небольшой упрочнённой части экзоскелета, расположенной на нижней стороне брюшка, перед эпигастральной бороздой и между эпигастральными пластинами.

## Описание
Основная функция эпигины заключается в приёме и направлении пальпального органа самца во время совокупления. Различные специфические формы эпигин в каждом случае коррелируют с соответствующими специфическими различиями в пальпах самца. Эта специализация предотвращает спаривание особей разных видов. Эпигина покрывает или сопровождает отверстия сперматеки, которые представляют собой мешочки для приёма и хранения спермы. Часто отверстия сперматеки находятся на внешней поверхности эпигины и легко видны
Вторичной функцией эпигины является роль яйцеклада

## Отличия
Примером относительно простой эпигины является эпигина паука-волка Pirata montanus (Lycosidae). Она состоит из почти гладкой пластинки с отверстиями семяприёмников, расположенными вблизи задних боковых углов. Более сложная форма представлена эпигиной Trabeops aurantiacus. У этого вида пластинка вдавлена или имеет продольные бороздки, а вдавленная область разделена гребневидным возвышением, которое делит впадину на две бороздки или каналы, каждый из которых ведёт к отверстию семяприёмника соответствующей стороны. Это гребнеобразное возвышение называется направляющей, поскольку его функция «явно заключается в том, чтобы направлять мужской эмболус, контролируя его движение и облегчая его вход в семяприёмник». Во многих случаях направляющая простирается в стороны по обеим сторонам на своём заднем конце. Это в небольшой степени верно для эпигины Trabeops, но более заметно для многих видов Geolycosa, где боковые расширения часто скрывают отверстия семяприёмника, как в эпигине Geolycosa pikei.

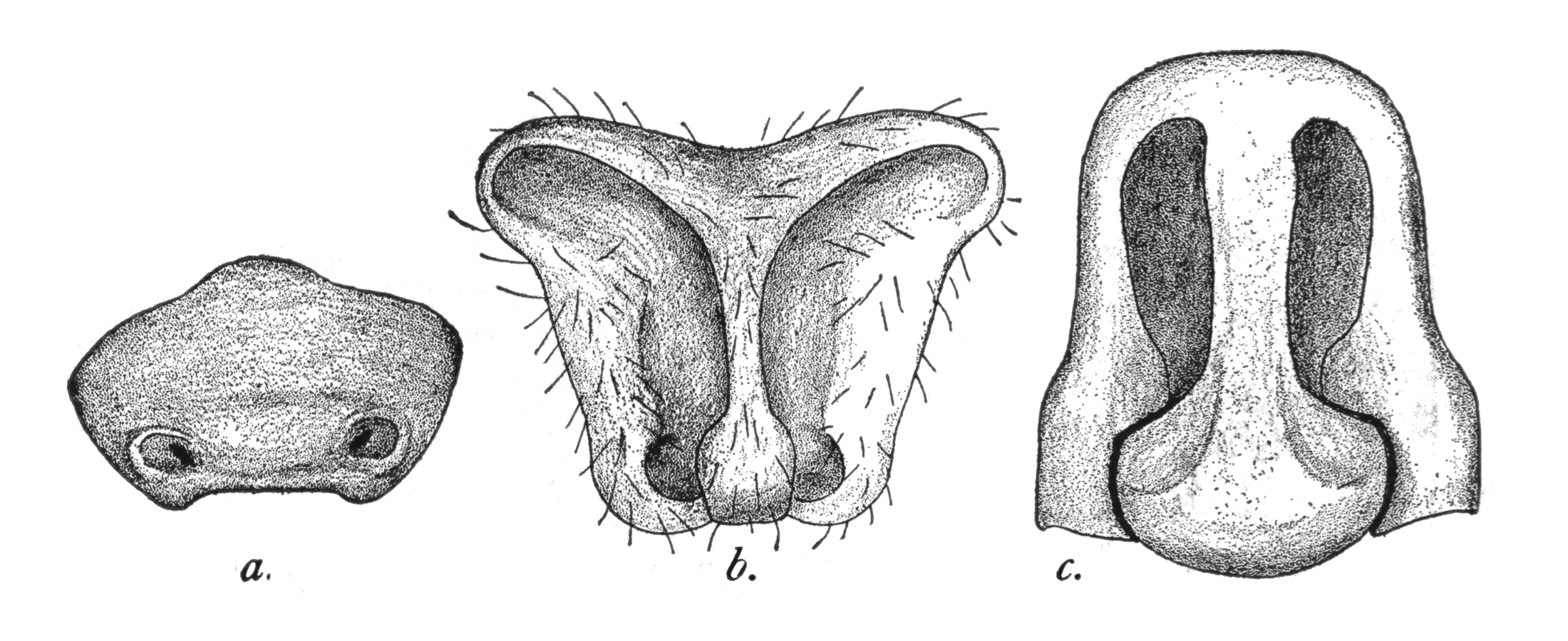
Три типа эпигин: (a) Pirata montanus, (b) Trabeops aurantiacus, (c) Geolycosa pikei

Более сложная форма эпигины встречается у пауков рода Крестовики (Araneus), у которых развит придаток, обычно мягкое и гибкое, которое называется скапус или яйцеклад. Когда скапус хорошо развит, его кончик обычно имеет более или менее ложкообразную форму. Эта часть скапуса называется кохлеар. Базальная пластина эпигины, на которой находится скапус и которая образует козырёк или капюшон, покрывающий отверстие яйцевода, называется атриолум. На скапусе может быть развит гибкий придаток клавус.
Ещё более сложная форма эпигины встречается у некоторых пауков-паутинников (Linyphiidae) и пауков-кругопрядов (Araneidae), у которых яйцеклад состоит из двух пальцевидных выпячиваний: во-первых, более распространённый, скапус, который возникает из атриолума и, следовательно, перед отверстием яйцевода; и во-вторых, тот, который возникает за отверстием яйцевода; он называется пармула. Каждый из этих выступов может иметь бороздки на стороне, обращённой к яйцеводу, образуя трубку.